# Mr. & Mrs. 55
Pour plus de détails, voir Fiche technique et Distribution.
Mr. & Mrs. 55 (मिस्टर एंड मिसेज़ 55) est un film indien réalisé par Guru Dutt, sorti en 1955.

## Fiche technique
- Titre original : मिस्टर एंड मिसेज़ 55
- Titre français : Mr. & Mrs. 55
- Réalisation : Guru Dutt
- Scénario : Nabendu Ghosh
- Pays d'origine : Inde
- Format : Noir et blanc - 35 mm - Mono
- Genre : comédie, musical, romance
- Durée : 157 minutes
- Date de sortie : 1955

## Distribution
- Madhubala : Anita Verma
- Guru Dutt : Preetam Kumar
- Lalita Pawar : Seeta Devi
- Johnny Walker : Johny
- Kumkum : Preetam's Bhabhi
- Tun Tun : Lily D'Silva
- Cuckoo : chanteuse